# Централен държавен архив
Централният държавен архив е дирекция в Държавна агенция „Архиви“.

## Дейност
В него се осъществява издирване, комплектуване, регистриране, обработване, отчитане, съхраняване, опазване и предоставяне за използване и публикуване на документи на централните структури на държавните органи и на други държавни институции и обществени организации, както и на документалното наследство на значими личности от национално значение и документи за историята на България, съхранявани в чуждестранни архиви и други институции.
В съответствие с основните си функции архивът е структуриран в следните отдели: „Комплектуване на архивни фондове и на документи от чужди архиви“, „Обработка на архивни фондове“, „Отчетност и съхранение на архивни фондове“ и „Използване на архивни фондове“.

## История
Създаването на архива е свързано с Указ № 515 на Президиума на Народното събрание от 10 октомври 1951 г. за създаване на Държавен архивен фонд и ПМС № 344 от 18 април 1952 г. На тяхна основа през 1952 г. са формирани два централни архива – Централен държавен исторически архив (ЦДИА) и Централен държавен архив на Народна република България (ЦДА на НРБ) с разграничителна дата на техните фондове 9 септември 1944 г. 20 години по-късно със заповед на министъра на информацията и съобщенията от 2 януари 1974 г. е учреден Централен държавен технически архив (ЦДТА) с предмет на дейност комплектуване, обработване, съхраняване и организиране на използването на ценните технически документи. От 1979 г. ЦДИА става и национално хранилище за копия на документи за българската история, съхранявани в чуждестранни архивни средища.
С ПМС № 268 от 30.12.1992 г. е извършено преструктуриране на архивната система. Съществуващите три централни архива (ЦДИА, ЦДА на НРБ и ЦДТА) са преобразувани в Централен държавен архив (ЦДА) към Главно управление на архивите при Министерски съвет. Пръснатите до обединението работни помещения, читални, лаборатории и архивохранилища са събрани през 1992 г. на едно място в сградата на ул. „Московска“ 5. След допълнително строителство в нея са оборудвани нови архивохранилища за най-ценните и често използвани документи. На основата на сключения на 8 юли 1993 г. договор между Главно управление на архивите при Министерски съвет и Висшия съвет на Българска социалистическа партия в архива са приети създадените до 10 ноември 1989 г. документи на бившия Централен партиен архив на ЦК на БКП. За да се избегне дублирането при изписването на архивната сигнатура, към номерата на фондовете е въведена буквена идентификация: за фондовете на бившия ЦДИА – „К“, за ЦДТА – „А“ и за фондовете на бившия Централен партиен архив на ЦК на БКП – „Б“. През 1999 г. в архива постъпват на съхранение и стават част от неговия архивен масив документите на „Българска фотография“ ЕАД, което в продължение на десетилетия изпълнява функциите на държавен фотоархив.

## Фонд
Фондовата наличност на архива към 1 януари 2016 г. възлиза на 19 810,24 линейни метра, 4075 архивни фонда с общ брой 1 873 953 архивни единици.

## Ръководители
През годините ръководители са:
- Централен държавен исторически архив
  - Илия Илиев (1953 – 1957)
  - Панайот Панайотов (1957 – 1972)
  - Надежда Пръвчева (1972 – 1978)
  - Димитър Минцев (1978 – 1986)
  - Лидия Букарева (1986 – 1992)
- Централен държавен архив на Народна република България
  - Христо Христов (1952)
  - Ангел Кузманов (1953 – 1954)
  - Кирил Василев (1954 – 1958)
  - Иван Пейков (1958 – 1972)
  - Тодорка Зашева (1972 – 1983)
  - Славян Барутчийски (1983 – 1992)
- Централен държавен технически архив
  - Димитър Минцев (1974 – 1978)
  - Василка Дамянова (1978 – 1982)
  - Иван Каров (1983 – 1986)
  - Венцислав Велчев (1986 – 1992)
- Централен държавен архив
  - Златина Николова (1993)
  - Цочо Билярски (1993 – 1997)
  - Георги Чернев (1997 – 2010)
  - Стефка Петрова (2010 – )